# Stuber
Stuber  es una película estadounidense de acción y comedia escrita por Tripper Clancy y dirigida por Michael Dowse. Es protagonizada por Kumail Nanjiani, Dave Bautista, Iko Uwais, Natalie Morales, Betty Gilpin, Jimmy Tatro, Mira Sorvino y Karen Gillan. 
La película tuvo su estreno mundial en South by Southwest el 13 de marzo de 2019 y fue estrenada en cines en los Estados Unidos el 12 de julio de 2019. Stuber fue producida y lanzada por 20th Century Fox. La película recibió críticas mixtas de los críticos, que la criticaron por no aprovechar al máximo su potencial, pero alabó la química de Nanjiani y Bautista.

## Argumento
Stu Prasad, un exiguo conductor de Uber obsesionado con obtener su primera reseña de 5 estrellas en la aplicación, es forzado por un detective agresivo del Departamento de Policía de Los Ángeles, Vic Manning, a llevarlo por la ciudad para atrapar al famoso narcotraficante Oka Tedjo. Para Vic, es especialmente personal, ya que Tedjo había asesinado a Sara Morris, la compañera novata de Vic, seis meses antes. Sin embargo, Vic no puede hacer la tarea solo ya que recientemente se sometió a una cirugía ocular con láser que le impide tener buena vista. 
En el camino, Stu se ocupa del comportamiento trastornado de Vic mientras intenta expresar sus sentimientos a su amiga Becca. Stu y Vic se enfrentan entre sí acerca de la incapacidad de Stu para ser un hombre, mientras que Vic es llamado por su tóxica masculinidad y negligencia hacia su hija Nicole, ya que presenta similitudes con la actitud que el propio padre de Vic le había mostrado. 
Las pistas llevan a Stu y Vic a viajar a varios lugares en Los Ángeles, como Koreatown, luego un club de estriptis masculino y una casa en Long Beach cuando Vic detiene a un sospechoso clave de su investigación y rescata a un perro Stroker (Pico) de ser drogado esconde la evidencia. Sin embargo, Stu accidentalmente dispara al matón en la pierna y Vic los lleva a un Hospital de Animales donde un grupo de matones los encuentra e intentan atacarlos. Mientras Stu está asustado, Vic logra tomar el control de la situación haciendo que Stu arroje latas de comida para perros a los matones y dispare a los que se quedaron atónitos.
Vic, usando el teléfono de uno de los matones, envía un mensaje de texto a su líder para informarle de "su" muerte y luego corre a la exposición del museo de Nicole para advertirle sobre el peligro inminente. Mientras tanto, Stu lucha por mantener su relación con Becca, una amiga y compañera suya en un próximo gimnasio de spinning que está desconsolado debido a una pelea con otro interés amoroso y quiere que venga a su casa para emborracharse y tener sexo casual, Sin embargo, Stu está más interesado en salir con ella. 
Eventualmente, los dos se enfrentan a Tedjo en el lugar de su caída, donde Vic descubre que el Capitán McHenry es un policía sucio que ha estado trabajando con Tedjo y planeaba enmarcar a Vic por asesinato para sacarlo de su camino, mientras que Stu admite que ama Becca, pero luego se da cuenta de que no funcionaría ya que él sabe que ella no siente lo mismo y que ni siquiera deberían ser amigas.
Stu y Vic trabajan juntos para derrotar a los villanos, pero Nicole termina en el caos cuando los encuentra y Tedjo casi le dispara. Stu toma la bala, y Vic casi mata a Tedjo antes de que Nicole lo detenga, y los policías llegan para llevar a Tedjo ante la justicia. 
Después de que Stu y Vic se recuperan, se hacen buenos amigos, mientras que Vic finalmente le da a Stu una crítica de 5 estrellas en Uber (a pesar de la tarifa de $5534.95 que le tiene que pagar), y Becca ha comenzado un exitoso negocio de ciclismo de spinning, aunque obviamente todavía está enojado con Stu por dejarla. Vic llega a casa de Nicole para Navidad, junto con el perro que encontró antes, solo para descubrir que Nicole está saliendo con Stu.

## Reparto
- Kumail Nanjiani como Stu.
- Dave Bautista como Victor "Vic" Manning.
- Iko Uwais como Oka Teijo.
- Natalie Morales como Nicole Manning.
- Betty Gilpin como Becca.
- Jimmy Tatro como Richie Sandusky.
- Mira Sorvino como Capitán Angie McHenry.
- Karen Gillan como Sarah Morris.
- Steve Howey como Felix.
- Amin Joseph como Leon.
- Scott Lawrence como Dr. Branch
- Rene Moran como Amo Cortez.
- Julia Vasi como Sloane.
- Melody Peng como Brooke.
- Victoria Anastasi como Melanie.
- Malachi Malik como Tariq.
- Patricia French como Abuela Doris.
- Jay D. Kacho como Detective Kramer.

## Producción

### Desarrollo
En abril de 2016, 20th Century Fox compró el guion Stuber de Tripper Clancy, seleccionando a Jonathan Goldstein y John Francis Daley para producir la película.

### Casting
En diciembre de 2017, Dave Bautista se unió al reparto como un "detective que comanda a un nada sospechoso conductor de Uber llamado Stu" mientras que Michael Dowse fue anunciado como el director de la película. En marzo de 2018, Kumail Nanjiani firmó para coprotagonizar junto a Bautista. En abril de 2018, Iko Uwais se unió al reparto. En mayo de 2018, Betty Gilpin, Natalie Morales, Mira Sorvino, Steve Howey, y Amin Joseph se unieron al reparto.

### Rodaje
La producción principal comenzó el 3 de mayo de 2018 en Atlanta, Georgia y fue filmada hasta el 2 de julio de 2018.

### Música
Joseph Trapanese compuso la música de la película, reemplazando a Ramin Djawadi. La banda sonora está disponible en Fox Music.

## Estreno
La película fue estrenada en el South by Southwest el 13 de marzo de 2019 y en cines estadounidenses el 12 de julio de 2019.

## Recepción

### Taquilla
Stuber ha recaudado $22.3 millones en los Estados Unidos y Canadá, y $9.8 millones en otros territorios, para un total mundial de $32.2 millones. 
En los Estados Unidos y Canadá, se proyectó que la película recaudaría entre 7 y 15 millones de dólares brutos de 3050 salas en su primer fin de semana. La película ganó $3.1 millones en su primer día, incluidos $750,000 de los avances de la noche del jueves. Luego debutó con $8 millones, terminando cuarto en la taquilla. En su segundo fin de semana, la película ganó $4.1 millones, cayendo un 50% y terminando sexto.

### Crítica
En Rotten Tomatoes, la película tiene una calificación de aprobación del 43% basada en 192 reseñas, con una calificación promedio de 5.05/10. El consenso crítico del sitio web dice: "Aunque es un fuerte argumento para futuras colaboraciones entre Kumail Nanjiani y Dave Bautista, Stuber no logra combinar sus géneros contrastantes, y se conforma con una diversión abiertamente violenta y ligeramente entretenida que está lejos de ser un viaje de cinco estrellas". En Metacritic, la película tiene una puntuación promedio ponderada de 42 de 100, basada en 35 críticas, lo que indica "críticas mixtas o promedio". Las audiencias encuestadas por CinemaScore le dieron a la película una calificación promedio de "B" en una escala de A + a F, mientras que aquellos en PostTrak le dieron un promedio de 3.5 de 5 estrellas y un 51% de "recomendación definitiva". 
Peter Debruge, de Variety, le dio a la película una crítica positiva y escribió: "Es divertido y familiar ver a estas dos personalidades increíblemente diferentes unidas para lo que debe ser un viaje corto". 
Glenn Kenny, escribiendo para RogerEbert.com, dijo: "Lo único peor que la basura caliente es la mediocridad elaboradamente tibia, y durante demasiado tiempo, la nueva comedia Stuber es solo eso". Simon Thompson, de IGN, escribió: "Stuber es una comedia de acción incómoda y desigual que nunca se da cuenta de todo su potencial. Derrocha una buena premisa y una extraña pareja con potencial que podría haber entregado algo especial".